# Ophiomedea liodisca
Ophiomedea liodisca är en ormstjärneart som först beskrevs av Hubert Lyman Clark 1911.  Ophiomedea liodisca ingår i släktet Ophiomedea och familjen knotterormstjärnor. Inga underarter finns listade i Catalogue of Life.